# Simona Vintilă (fotbalistă)
Simona Vintilă (n. 25 februarie 1980, Călărași, Călărași, România) este o fotbalistă română pe postul de atacant, care a jucat timp de două sezoane (2003-05) la FC Barcelona, în  Superliga Spaniolă de Fotbal Feminin. Ulterior, a jucat în Primera Nacional's la UD Fasnia (2005-06) și Sporting Plaza de Argel (2006-08).